# Чемпионат Африки по дзюдо 2007
Чемпионат Африки по дзюдо 2007 года прошёл 12 — 14 июля в городе Алжир (Алжир). Соревнования прошли в рамках Всеафриканских игр 2007 года.

## Медалисты

### Мужчины
| Весовая категория       | Золото                       | Серебро                      | Бронза                                                  |
| ----------------------- | ---------------------------- | ---------------------------- | ------------------------------------------------------- |
| Суперлёгкая (до 60 кг)  | Омар Ребахи · Алжир          | Атеф Мустафа · Египет        | Деза Элай Гбате · Кот-д’Ивуар Элай Норберт · Мадагаскар |
| Полулёгкая (до 66 кг)   | Мунир Бенамади · Алжир       | Амин Эль-Хади · Египет       | Шапа Вакунг'Ума · Замбия Рагхеб Карчуд · Тунис          |
| Лёгкая (до 73 кг)       | Амар Мериджа · Алжир         | Хайтан Эль-Хоссайни · Египет | Анис Дхили · Тунис Нса Бассей-Ика · Нигерия             |
| Полусредняя (до 81 кг)  | Юсеф Бадра · Тунис           | Абдерахман Бенамади · Алжир  | Мэттью Джаго · ЮАР Хатем Абд Эль-Ахер · Египет          |
| Средняя (до 90 кг)      | Хешам Месба · Египет         | Амар Бенихлеф · Алжир        | Мохамед Бугуэрра · Тунис Папе Усман Ндайе · Сенегал     |
| Полутяжёлая (до 100 кг) | Франк Эван Муссима · Камерун | Бара Ндайе · Сенегал         | Мухамед Бехсалех · Ливия Хассан Аззун · Алжир           |
| Тяжёлая (свыше 100 кг)  | Анис Чедли · Тунис           | Мохамед Буайшауи · Алжир     | Джегай Батили · Сенегал Денис Оливейра · Ангола         |
| Абсолютная категория    | Мохамед Буайшауи · Алжир     | Джегай Батили · Сенегал      | Анис Чедли · Тунис Амаду Канате · Кот-д’Ивуар           |

### Женщины
| Весовая категория      | Золото                  | Серебро                             | Бронза                                                        |
| ---------------------- | ----------------------- | ----------------------------------- | ------------------------------------------------------------- |
| Суперлёгкая (до 48 кг) | Мерием Мусса · Алжир    | Сандрин Иленду · Габон              | Эльза Онорин Ояма Эни · Республика Конго Чанез Мбарки · Тунис |
| Полулёгкая (до 52 кг)  | Ортанс Дидхиу · Сенегал | Амани Халфауи · Тунис               | Джастина Агатахи · Нигерия Сорая Хаддад · Алжир               |
| Лёгкая (до 57 кг)      | Лейла Латрус · Алжир    | Хаджер Бархуми · Тунис              | Эва Кэтрин Экута · Нигерия Фари Сейе · Сенегал                |
| Полусредняя (до 63 кг) | Кахина Саиди · Алжир    | Несрия Джласси · Тунис              | Фунмилола Адебайо · Нигерия Аджан Одри Кумба · Габон          |
| Средняя (до 70 кг)     | Рашида Уердан · Алжир   | Гизель Менди · Сенегал              | Мариска Луц · ЮАР Антония Морейра · Ангола                    |
| Полутяжёлая (до 78 кг) | Худа Милед · Тунис      | Вивьен Юсуф · Нигерия               | Кристелл Окодомбе Фогвинг · Камерун Кахина Хадид · Алжир      |
| Тяжёлая (свыше 78 кг)  | Самах Рамадан · Египет  | Адижат Аюба · Нигерия               | Сухир Мадани · Алжир Нихел Шейх Руху · Тунис                  |
| Абсолютная категория   | Нихел Шейх Руху · Тунис | Кристелл Окодомбе Фогвинг · Камерун | Сухир Мадани · Алжир Сама Рамадан · Египет                    |